# Balgarup
Balgarup – rzeka w Australii, w stanie Australia Zachodnia. Ma 66 km długości. Wypływa na południowy wschód od miejscowości Kojonup, uchodzi do rzeki Blackwood w pobliżu bagna Wild Horse Swamp. Nazwa rzeki została po raz pierwszy zanotowana przez geodetę Alfreda Hillmana w 1840 roku, pochodzi z języków aborygeńskich i oznacza w dosłownym tłumaczeniu "miejsce żółtaków". Nad rzeką leży miasto Muradup.